# Poutama Island
Poutama Island ist eine Insel vor Stewart Island in der Region Southland im Süden der Südinsel von Neuseeland.

## Geographie
Poutama Island befindet sich vor der Südwestspitze von Stewart Island und ist die südlichste Insel einer der fünf Inselgruppen der Titi/Muttonbird Islands. Die Insel besitzt eine Größe von rund 40 Hektar bei einer Ausdehnung von rund 780 m × 820 m. Die fast quadratisch anmutende Insel findet mit 62 m ihren höchsten Punkt in der nördlichen Hälfte.
Einzige Nachbarinsel von Poutama Island ist die nur 280 m nördlich anschließende und mit großem Abstand größere Insel Taukihepa/Big South Cape Island.
Poutama Island ist komplett bewaldet oder mit Buschwerk bewachsen.